# ホセ・マリア・コルドバ国際空港
ホセ・マリア・コルドバ国際空港（ホセ・マリア・コルドバこくさいくうこう）は、コロンビアのリオネグロにある空港である。メデジンの30km東に位置している。

## 概要
コロンビア第二の都市メデジンの国際空港。2019年の旅客数は923万人で、コロンビアの空港ではエルドラド国際空港に次いで2位だった。メデジン市内には他にもオラヤ・エレラ空港があり、国内線の一部が発着する。

## 就航路線

### 旅客便
| 航空会社                 | 就航地 |
| ------------------------ | --- |
| アエロメヒコ航空         | メキシコシティ |
| エア・ヨーロッパ         | マドリード |
| アメリカン航空           | マイアミ |
| アラジェット             | サントドミンゴ |
| アビアンカ航空           | バランキージャ、ボゴタ、ブカラマンガ、カリ、カルタヘナ、ククタ、グアヤキル (2023年3月25日就航予定)、マイアミ、メキシコシティ、マドリード、モンテリア、ニューヨーク・ケネディ、ペレイラ、プンタカナ、サンタマルタ 季節便: オーランド、サンアンドレス島                              |
| アビアンカ・コスタリカ   | サンホセ |
| コパ航空                 | パナマシティ・トクメン |
| イージーフライ           | ペレイラ |
| イージーエア             | キュラソー |
| ジェットエア・カリビアン | キュラソー |
| ジェットブルー航空       | フォートローダーデール |
| ジェットスマート・チリ   | サンティアゴ |
| LATAM コロンビア         | バランキージャ、ボゴタ、 ブカラマンガ、カルタヘナ、ククタ、モンテリア、ペレイラ、サンアンドレス島、サンタマルタ |
| LATAM ペルー             | リマ |
| スピリット航空           | フォートローダーデール、マイアミ、オーランド |
| ウルトラエア             | バランキージャ、ボゴタ、カリ、カルタヘナ、ククタ、モンテリア、サンアンドレス島、サンタマルタ |
| ビバエア・コロンビア     | アルメニア、バランキージャ、ボゴタ、ブエノスアイレス、カリ、カンクン, 、カルタヘナ、ククタ、リマ、メキシコシティ、マイアミ、 モンテリア、パスト、ペレイラ、プンタカナ、リオアチャ、サンアンドレス島、サンタマルタ、サンパウロ, バジェドゥパル, ビリャビセンシオ 季節便: オーランド |
| ウィンゴ航空             | アルバ、ボゴタ、カンクン、ハバナ, パナマシティ・バルボア、プンタカナ、サントドミンゴ |

### 貨物便
| 航空会社                           | 就航地                         |
| ---------------------------------- | ------------------------------ |
| アメリジェット・インターナショナル | マイアミ                       |
| アビアンカ・カーゴ                 | リマ、マイアミ、キト、サンホセ |
| フェデックス・エクスプレス         | マイアミ                       |
| LATAM カーゴ・ブラジル             | マイアミ                       |

## 事故・インシデント
- 1993年5月19日、当空港に着陸しようとしたSAMコロンビア501便が手前の山に激突、乗客乗員132人は全員死亡した[2]。
- 2016年11月28日、当空港へ向かっていたラミア航空2933便が燃料切れを起こし当空港から南に17kmの地点に墜落。乗っていたアソシアソン・シャペコエンセ・ジ・フチボウの選手や首脳陣ら70人以上が事故死した[3]。